# Choi Soo-yeon
Choi Soo-yeon (kor. 최수연, ur. 23 listopada 1990 w Iksan) – koreańska szablistka, brązowa medalistka olimpijska i dwukrotna medalistka mistrzostw świata.
Podczas igrzysk olimpijskich w Tokio Koreanki w składzie: Kim Ji-yeon, Yoon Ji-su, Seo Ji-yeon i Choi Soo-yeon wywalczyły brązowy medal. W rywalizacji indywidualnej zajęła tam czternastą pozycję.
Na mistrzostwach świata w Wuxi w 2018 roku zdobyła brązowy medal w zawodach drużynowych. Koreanki z Choi w składzie powtórzyły ten wynik na mistrzostwach świata w Budapeszcie rok później. 
Drużynowo zdobyła także złoty medal na igrzyskach azjatyckich w Dżakarcie.
Ponadto zdobyła złote medale indywidualnie i drużynowo na mistrzostwach Azji w Seulu w 2022 roku.